# السعودية في بطولة العالم لألعاب القوى 2011
شاركت المملكة العربية السعودية في بطولة العالم لألعاب القوى 2011 خلال الفترة من 27 أغسطس وإلى 4 سبتمبر في دايغو في كوريا الجنوبية.

## اختيار الفريق
تضم بعثة السعودية 11 لاعباً تأهلوا للبطولة العالمية وهم:
1. يوسف مسرحي سباق 400م
2. محمد الصالحي سباق 800م
3. محمد شأدنى سباق 1500م
4. علي العمري سباق 3000م
5. حسين الحمضة سباق 500م
6. عبد الله الجود سباق 500م
7. سلطان الحبشي رمي الجلة
8. فريق التتابع 4×400م :
  - عبد الله أبكر
  - يونس الهوسة
  - حامد البيشي
  - إسماعيل الصبياني
  - يوسف مسرحي
  - محمد الصالحي

| مفتاح: | لم يشارك | تنافس في حدث آخر |

|      | الحدث             | الرياضي            |
| ---- | ----------------- | ------------------ |
| رجال | 400 متر           | يوسف مسرحي         |
| رجال | 800 متر           | محمد الصالحي       |
| رجال | 4 × 400 متر تتابع | عبد الله احمد ابكر |
| رجال | 4 × 400 متر تتابع | يونس الهوسه        |
| رجال | دفع الجلة         | سلطان الحبشي       |

## النتائج

### الرجال
| الرياضي                                              | حدث               | مقدمات    | مقدمات | تصفيات      | تصفيات | نصف النهائي | نصف النهائي | النهائي   | النهائي  |
| الرياضي                                              | حدث               | زمنوزنطول | مرتبة  | زمنوزنطول   | مرتبة  | زمنوزنطول   | مرتبة       | زمنوزنطول | مرتبة    |
| ---------------------------------------------------- | ----------------- | --------- | ------ | ----------- | ------ | ----------- | ----------- | --------- | -------- |
| محمد شاوين                                           | 1500 متر          |           |        | لم يكمل     |        | لم يشارك    | لم يشارك    | لم يشارك  | لم يشارك |
| حسين آل حمضة                                         | 5000 متر          |           |        | 13: 35.47   | 6      |             |             | 13: 34.83 | 13       |
| عبدالله الجود                                        | 5000 متر          |           |        | لم يكمل     |        |             |             | لم يشارك  | لم يشارك |
| علي أحمد العمري                                      | 3000 متر حواجز    |           |        | 8: 26.75 SB | 16     |             |             | لم يشارك  | لم يشارك |
| إسماعيل الصبياني يوسف مسرحي حامد البيشي محمد الصالحي | 4 × 400 متر تتابع |           |        | 3: 05.65 SB | 16     |             |             | لم يشارك  | لم يشارك |

## وصلات خارجية
- الموقع الرسمي للجنة المنظمة
- الموقع الرسمي للبطولة